# BadBadNotGood
BADBADNOTGOOD (abreviado como BBNG) es un grupo de música canadiense afincado en Toronto, Ontario. La banda está compuesta por Matthew Tavares (teclado), Chester Hansen (bajo), Leland Whitty (saxófono) y Alexander Sowinski (batería). Son conocidos por sus versiones de canciones hip-hop y sus colaboraciones con Kendrick Lamar, Tyler The Creator, Earl Sweatshirt, Danny Brown, Ghostface Killah y Kaytranada.

## Discografía

### Álbumes de estudio
- BBNG (2011)
- BBNG2 (2012)
- III (2014)
- Sour Soul (con Ghostface Killah) (2015)
- IV (2016)
- Talk Memory (2021)
- Mid Spiral (2024)

### Álbumes en directo
- BBNGLIVE 1 (2011)
- BBNGLIVE 2 (2012)

### Sencillos
- "BBNGSINGLE" (2011)[1]
- "Flashing Lights / UWM" (2013)
- "Hedron" (2013)
- "CS60" (2014)
- "Can’t Leave The Night / Sustain" (2014)
- "Six Degrees" (con Ghostface Killah y con la participación de Danny Brown) b/w "Tone's Rap" (2014)[2]
- "Velvet / Boogie No. 69" (2015)
- "Here & Now / Timewave Zero" (2016)

### Remixes(oficiales)
- Lavender. Kaytranada & Snoop Dogg [Nightfall Remix] (2017)